# Marine-Artillerie-Abteilung 240
Le Marine-Artillerie-Abteilung 240 (240e Groupe d'Artillerie de Marine) est une unité d'artillerie côtière de la Kriegsmarine, créée fin mai 1940 pour participer à la défense du port de Boulogne. Commandée durant toute son existence par le Korvettenkapitän Fritz Diekmann, elle est dissoute en septembre 1944 avec l'opération Wellhit.

## Batteries
En 1944, le MAA 240 servait 8 batteries, en majorité des batteries déjà présentes avant son arrivée à Boulogne-sur-Mer : 
- Batterie de la Crèche I (fort de la Crèche), composée de quatre canons de 19,4 cm installés par la Marine Nationale vers 1936[3], remplacés par quatre canons de 10,5 cm SK/C 32 vers la fin de l'Occupation[1] ;
- Batterie de la Crèche II, composée de trois canons de 9,4 cm Vickers, au nord-ouest du fort de la Crèche[1] ;
- Batterie de la Crèche III, composée de trois canons de 75 mm Mle 1897 pour la défense anti-aérienne derrière le fort de la Crèche installés en 1931[3]. En 1943, elle est intégrée à la Batterie de la Crèche I[1] ;
- Batterie Friedrich August à Wimille, composée de 3 canons de 30,5 cm. Il s'agit de la plus importante batterie de l'unité[1] ;
- Batterie Flugplatz au Portel, analogue à Crèche II[1] ;
- Batterie du mont de Couppe (orthographiée Couple dans les documents allemands) au Portel, 3 canons français de 13,8 cm[1] installés ici par la Marine Nationale en 1927[4] ;
- Batterie du Musoir de la digue Carnot, composée de deux canons de 7,5 cm[1] ;
- Batterie de la jetée sud-ouest, composée de deux Wasserbomben[1], arme sous-marine utilisée pour détruire les forces en position sous-marine ainsi que d’autres objets sous-marins :
- Batterie de Stella-Plage, seule batterie de l'unité installée en dehors du secteur de Boulogne, composée de quatre pièces de 10,5 cm SK/C 32[1] ;
- Hafen-Sperrebatterie : trois pièces de 15,5 cm françaises, placées en arc de cercle du Casino (actuellement Nausicaà) au flanc sud de la pointe de la Crèche pour verrouiller l'entrée du port en cas d'attaque venant de la mer[1].

## Présence "étrangère"
Les troupes du MAA 240 n'étaient pas uniquement composées d'Allemands. Ben Muller mentionne la présence d'Ostruppen à la batterie Flugplatz, de même que Guy Bataille raconte l'histoire d'un gradé autrichien de la batterie du Mont de Couppe qui aurait transmis des informations à la Résistance.